# Vũ Bão
Vũ Bão (1931-2006) là một nhà văn Việt Nam quê ở Thái Bình. Ngoài Vũ Bão, ông còn viết với các bút danh Vũ Văn Bảo, Tạ Văn Dung, Hồ Huỳnh.

## Tiểu sử
Vũ Bão tên thật là Phạm Thế Hệ, sinh ngày 4 tháng 9 năm 1931 tại Thái Bình. Quê ông ở thôn An Tiêm, xã Thụy Dân, huyện Thái Thụy, tỉnh Thái Bình. Vũ Bão tham gia chống Pháp khi còn trẻ, gia nhập quân đội chính phủ Việt Nam Dân chủ cộng hòa và làm quân báo từ năm 1947. Đến năm 1950, ông làm cán bộ Khu đoàn thanh niên Liên khu III.
Sau năm 1954, Vũ Bão tiếp tục công tác trong ngành báo chí. Năm 1960, ông làm phóng viên báo Hà Nam, rồi báo Nam Hà. Năm 1968, Vũ Bão được điều vào mặt trận Khe Sanh. Năm 1969, ông về hoạt động ở Hội Văn nghệ Hà Nội. Năm 1971, ông lại được điều vào mặt trận Đường 9 Nam Lào.
Sau khi Việt Nam thống nhất, năm 1977, Vũ Bão được chuyển sang Tổng cục Thể dục thể thao làm chuyên viên. Năm 1983, ông công tác ở báo Điện ảnh Việt Nam, từng giữa chức phó tổng biên tập. Vũ Bão nghỉ hưu năm 1992.
Ông gia nhập Hội Nhà văn Việt Nam năm 1957. Từ năm 1988 đến 2000, Vũ Bão là phó chủ tịch Hội Nhà văn Hà Nội.
Ông qua đời ngày 30 tháng 4 năm 2006 tại Quảng Ninh, vì bệnh cao huyết áp sau khi đi dự lễ hợp long cầu Hòn Gai, Quảng Ninh.

## Phong cách
Các tác phẩm của Vũ Bão mang đậm nét hoạt kê, giọng điệu trào phúng, giễu cợt. Ông luôn luôn kiên trì với con đường riêng trong suốt 50 năm đời văn: châm biếm những thói tật tràn lan trong xã hội, không phân biệt tầng lớp, địa vị, ngành nghề, vùng đất.
Suy nghĩ của Vũ Bão về nghề văn: 
Thở bằng lá phổi của mình, nhìn đời bằng đôi mắt của mình, suy nghĩ về lẽ đời bằng cái đầu của mình, đi bằng đôi chân của mình và không bao giờ viết bằng ngòi bút đã bị bẻ cong.

## Tác phẩm
- Làm giời (tập truyện ngắn, 1956)
- Sắp cưới (tiểu thuyết, 1957)
- Phá đám (tập truyện, 1958)
- Mãi cũng đến bờ (truyện, 1963)
- Dòng tin (tập truyện, nhà xuất bản Kim Đồng, 1970)
- Khe Tre (truyện và ký, 1971)
- Anh cả và em út (truyện, nhà xuất bản Kim Đồng, 1975)
- Nơi đến (truyện, 1975)
- Qua Hương Hóa (truyện và ký, 1976)
- Những ngôi sao nhỏ (kịch bản phim, 1980)
- Cô búp bê tóc mây (kịch bản phim hoạt hình, 1981)
- Phút 89 (kịch bản phim truyện, 1982)
- Xe tăng ta (truyện và ký, 1982)
- Vũ đài Olimpic (truyện, nhà xuất bản Kim Đồng, 1983)
- Thời gian không đợi (tiểu thuyết, 1988)
- Đừng gọi tôi là em (kịch bản truyền hình, 1992)
- Bố con là đàn bà (tập truyện, 1993)
- Đầu quay về hướng đông (kịch bản truyền hình, 1995)
- Ông khóc tôi cũng khóc (tập truyện, 1995)
- Gọi ai lần cuối (1996)
- Đỏ con mắt trái (tập ký, 1997)
- Truyện chọn lọc (1998)
- Tuyển tập văn xuôi (2000)
- Em đường em, anh đường anh (tập truyện ngắn, 2001)
- Tiếng vọng tuổi thơ (truyện, 2002)
- Ai đưa tôi đến chốn này (truyện, 2004)
- Người vãi linh hồn (tập truyện ngắn, 2004)
- Hiệp sĩ (tập truyện ngắn, 2004)
- 29 tháng Hai (kịch bản điện ảnh, 2005)
- Utopi một miếng để đời

## Giải thưởng
- Giải thưởng Ủy ban toàn quốc Liên hiệp các Hội Văn học nghệ thuật Việt Nam cho tập truyên ngắn Em đường em, anh đường anh *Giải thưởng sáng tác 5 năm 1980-1985 của Hội Nhà văn Hà Nội cho tiểu thuyết Thời gian không đợi
- Giải thưởng tuần báo Văn nghệ cho tập truyện ngắn Người vãi linh hồn
- Giải thưởng tạp chí Văn nghệ quân đội cho các truyện ngắn Lý sự người đời, Người không có tên trong từ điển